# Turnix
Turnix Bonnaterre, 1791 è un genere della famiglia dei Turnicidi.

## Tassonomia
Comprende le seguenti specie:
- Turnix sylvaticus (Desfontaines, 1789) - quaglia tridattila o quaglia tridattila comune
- Turnix maculosus (Temminck, 1815) - quaglia tridattila dorsorosso
- Turnix hottentottus Temminck, 1815 - quaglia tridattila ottentotta
- Turnix nanus (Sundevall, 1850) - quaglia tridattila groppanera
- Turnix tanki Blyth, 1843 - quaglia tridattila zampegialle
- Turnix ocellatus (Scopoli, 1786) - quaglia tridattila ocellata
- Turnix suscitator (J.F.Gmelin, 1789) - quaglia tridattila barrata
- Turnix nigricollis (J.F.Gmelin, 1789) - quaglia tridattila del Madagascar
- Turnix melanogaster (Gould, 1837) - quaglia tridattila pettonero
- Turnix castanotus (Gould, 1840) - quaglia tridattila dorsocastano
- Turnix olivii Robinson, 1900 - quaglia tridattila pettocamoscio
- Turnix everetti Hartert, 1898 - quaglia tridattila di Sumba
- Turnix varius (Latham, 1802) - quaglia tridattila varia o quaglia tridattila pittata
- Turnix worcesteri McGregor, 1904 - quaglia tridattila di Worcester
- Turnix pyrrhothorax (Gould, 1841) - quaglia tridattila pettorosso
- Turnix velox (Gould, 1841) - quaglia tridattila minore